# سیرا (سانتا کاتارینا)
سیرا (به پرتغالی: Seara) یک شهر در ایالت سانتا کاتارینا در منطقه جنوبی برزیل است. موزه حشره‌شناسی فریتز پلاومن در این شهر واقع شده‌است.